# Die Welt als Supermarkt
Die Welt als Supermarkt (Frz. Originaltitel: Interventions, recueil d'essais) ist eine Sammlung von Literatur- und Filmkritiken, Gesprächen und offenen Briefen zum eigenen Werk sowie theoretischen Aufsätze über die Rolle der Literatur und den Zustand der Gesellschaft des französischen Schriftstellers Michel Houellebecq aus den Jahren 1992 bis 1997.

## Inhalt und Thema
Aus dem Vorwort des Autors:
Der Roman, von gleicher Gestalt wie der Mensch, sollte normalerweise alles von ihm enthalten können... Im Grunde müsste man alles in ein einziges Buch verwandeln können, an dem man bis zu seinem Tode schriebe... Der offensichtlichste gemeinsame Nenner der hier versammelten Texte ist, dass man mich nicht gebeten hat, sie zu schreiben. Im Sinne des oben Gesagten hätte ich in Erwägung ziehen können, sie in einem größeren Werk weiterzuverwenden. Ich habe es versucht, es ist mir aber nur selten gelungen.

## Die Sammlung
- Jacques Prévert ist ein Arschloch (erschienen im Juli 1992 in der Nummer 22 der Zeitschrift Lettres francaises)
- Die Feier
- Fata Morgana (erschienen im Dezember 1992 in der Nummer 27 der Zeitschrift Lettres francaises)
- Der verlorene Blick (erschienen im Mai 1993 in der Nummer 32 der Zeitschrift Lettres francaises)
- Leerer Himmel
- Die schöpferische Absurdität (erschienen in der Neuausgabe der Nummer 13 der Zeitschrift Lettres francaises)
- Gespräch mit Jean-Yves Jounnais und Christophe Duchatelet (abgedruckt im Februar 1995 in der Nummer 199 der Zeitschrift Art Press)
- Brief an Lakis Proguidis
- Ansätze für wirre Zeiten; darin:
  - Die Gegenwartsarchitektur als Beschleunigungsfaktor der Fortbewegung;
  - Regale einrichten
  - Die Rechnungen vereinfachen
  - Eine kurze Geschichte der Information
  - Das Aufkommen der Ermüdung
  - Die Welt als Supermarkt und Hohn
  - Die Poesie der anhaltenden Bewegung
- Die Kunst der Enthäutung (erschienen 1995 in der Nummer 5 der Zeitschrift Les Inrockuptibles)
- Gespräch mit Sabine Audrerie (abgedruckt im April 1997 in der Nummer 5 der Zeitschrift Encore)
- Gespräch mit Valère Staraselski (abgedruckt am 5. Juli 1996 in der Zeitung L’Humanité)
- Reisebericht
- Tote Zeiten; darin:
  - Was suchst du hier? Der Deutsche
  - Die Herabsetzung des Rentenalters
  - Calais, Pas-de-Calais
  - Großstadtkomödie
  - Nur eine Gewohnheitsfrage
  - Wozu sind Männer gut?
  - Die Bärenhaut.

## Kritik
Die Essays zeigen den Autor der Elementarteilchen von einer persönlicheren Seite und mit unerwartetem Humor, der dem Pessimismus seiner Prosa zu widersprechen scheint.
„Den wahren Houellebecq trifft man in seinem Essayband. Der vermeintliche Nihilist und Zyniker analysiert darin die halbe Gegenwart.“ (Andreas Isenschmid, Der Tages-Anzeiger)

## Ausgaben
- Michel Houellebecq: Interventions, recueil d’essais, Flammarion, Paris 1998
- Michel Houellebecq: Die Welt als Supermarkt. DuMont, Köln 1999, ISBN 3-7701-4972-6. Deutsch von Hella Faust.
- Michel Houellebecq: Die Welt als Supermarkt. Rowohlt Tb., Reinbek bei Hamburg 2001, ISBN 3-499-22849-1. Deutsch von Hella Faust.